# Bonifikation
Unter einer Bonifikation (lateinisch bonus, „gut“ und lateinisch facere, „machen“; „Vergütung“) wird im Bankwesen eine vom Emittenten gezahlte Vermittlungsprovision für die Emission von Effekten durch ein Bankenkonsortium oder einzelne Kreditinstitute verstanden.

## Allgemeines
Das Emissionsgeschäft der Kreditinstitute ist als Bankgeschäft gemäß § 1 Nr. 10 KWG eine Dienstleistung, bei der Aktien oder Anleihen eines Bankkunden (Emittent) im Rahmen eines Börsengangs über die Wertpapierbörse an Anleger verkauft werden. Für diese Vermittlungstätigkeit verlangen die Institute vom Emittenten eine Vermittlungsprovision, die Bonifikation genannt wird.

## Bedeutung
Insbesondere Daueremittenten von Pfandbriefen schließen mit den vermittelnden Kreditinstituten Bonifikationsvereinbarungen ab, worin die Provision in Prozent oder Promille des Nennwerts der Emission (Platzierungsvolumen) bemessen und im Konsortialvertrag festgelegt wird. Dabei ist es gleichgültig, ob die Institute als Kommissionäre oder Underwriter fungieren. An institutionelle Anleger darf diese Bonifikation ganz oder teilweise nur weitergegeben werden, wenn dies in der Vereinbarung vorgesehen ist.

## Spareinlagen
Bei überdurchschnittlich hohen Spareinlagen kann ein Kreditinstitut mit dem Sparer einen über dem Sparzins hinausgehenden Zinszuschlag gewähren, der ebenfalls Bonifikation genannt wird.

## Versicherungswesen
Im Versicherungswesen ist die Bonifikation eine Sondervergütung des Versicherungsunternehmens an den Außendienst für die Durchführung bestimmter Leistungen (etwa Senkung der Stornoquoten), das Überschreiten budgetierter Versicherungssummen im Neugeschäft oder ein Treuerabatt für Versicherungsagenten.

## Abgrenzung
Bei Arbeitseinkommen wird im Zusammenhang mit Sondervergütungen meist von der Bonuszahlung oder der Gratifikation gesprochen.